# Valhalla

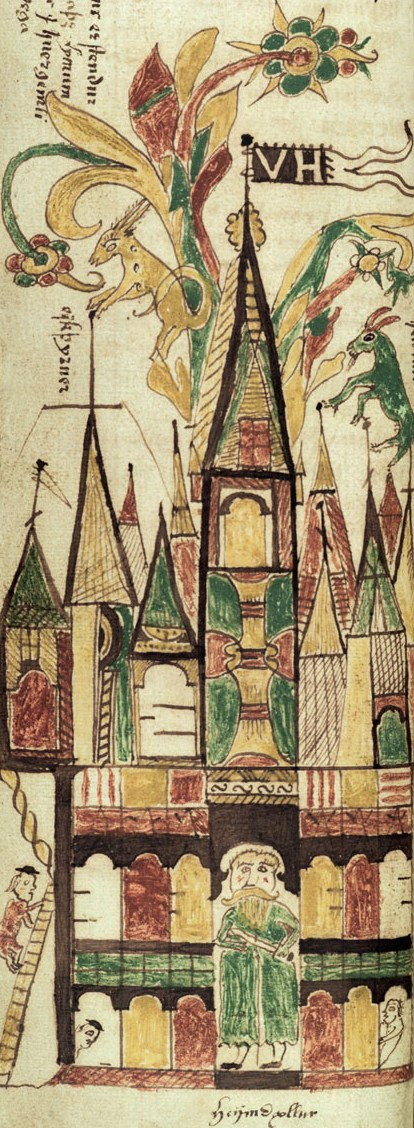
Valhalla na islandském rukopisu ze 17. století

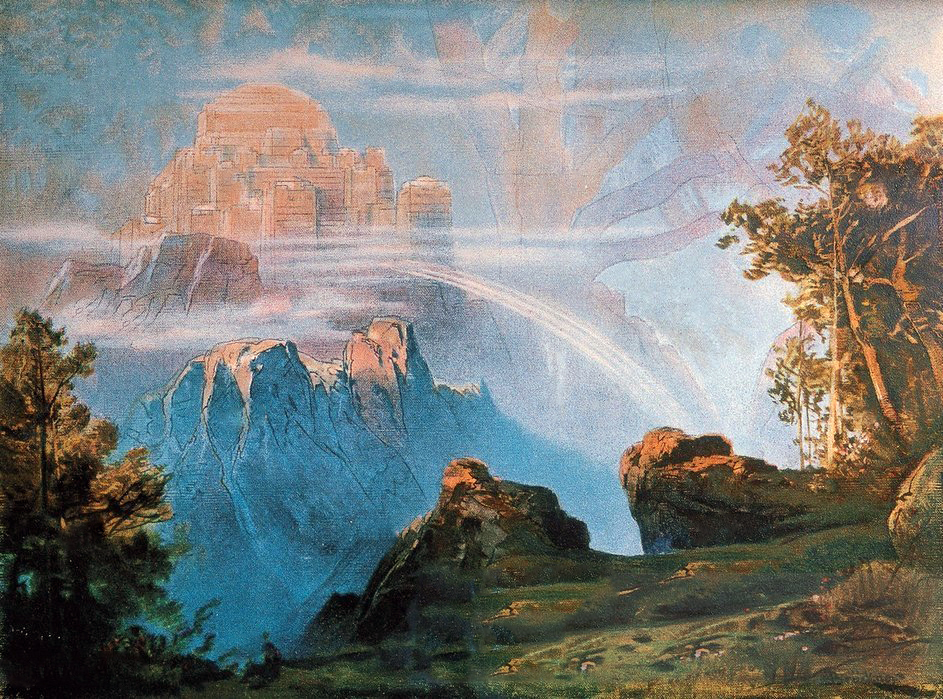
Valhalla od Maxe Brücknera (1896)

V severské mytologii je Valhalla (Valhöll, „Síň padlých“, v češtině také Valhala) Ódinova síň v Ásgardu – pevnost Gladsheim, kam za doprovodu valkýr přicházejí padlí bojovníci („einherjové“). Ódin zde shlíží ze svého majestátního trůnu Hlidskjalf na celý svět a přijímá zprávy od svých dvou krkavců Hugina a Munina.

## Historie
Pověst o Valhalle vznikla patrně v Norsku a zachovala se v několika středověkých rukopisech, které ovšem zpracovávají starší podání. Hlavním pramenem je Poetická a Prozaická Edda, vzniklé ve 13. století na Islandu, a báseň Eiriksmál z 10. století. Tyto básně vzbudily velký zájem romantiků na počátku 19. století a Valhalla se stala symbolem pohanské germánské kultury. Král Ludvík I. Bavorský dal v letech 1830–1847 postavit nad Dunajem blízko Řezna neoklasický památník Walhalla s bustami významných postav evropských dějin, které počítal mezi Germány.

## Pověst
Před dveřmi Valhally stojí strom Glasir („zářící“), který má listy z červeného zlata a je to nejkrásnější strom ze všech devíti světů (doslova nejkrásnější mezi bohy a muži). Na střeše Valhally pokryté zlatými štíty stojí jelen Eiktyrni a koza Heidrún, z jejíchž struků vytéká medovina. Medovinou a slaninou z kance Saehrímniho se pak einherjové živí. Ódin sám nejedl, pil pouze medovinu, část svého jídla však dával svým dvěma vlkům jmény Geri a Freki.
Ódin každý den vysílá valkýry na bojiště, aby do síně přivedly padlé bojovníky, kteří zde budou trénovat na poslední bitvu (Ragnarök). Einherjové spolu přes den soutěží a večer si užívají medoviny a jídla. Jídlo připravuje kuchař Andhrimnir, který má celý černý obličej, od toho, jak každý den připravuje v kotli kance Saehrímniho.
Protože do Valhally smí jen muži, kteří padli v boji, nechávali se často staří bojovníci na smrtelné posteli propíchnout či rituálně poranit kopím. Část padlých je také přijímána do Fólkvangu, Freyjina příbytku. Ostatní mrtví přicházejí obvykle do Helheimu, říše bohyně Hel, nebo jinam (např. ti, co se utopili v moři, odchází do Aegiho paláce na dně moře).
Do Valhally vedou svaté dveře brány Valgrind.
Síň má 640 dveří.[zdroj?] Podle Písně o Grímnim má síň pět set čtyřicet bran a až nastane Ragnarök, vyjede z každé brány najednou 800 válečníků.